# Cytherella javaseaensis
Cytherella javaseaensis is een mosselkreeftjessoort uit de familie van de Cytherellidae. De wetenschappelijke naam van de soort is voor het eerst geldig gepubliceerd in 1997 door Dewi.